# Elogio dell'imperfezione
Elogio dell'imperfezione è l'autobiografia di Rita Levi-Montalcini.

## Trama
La sua esperienza umana e scientifica, unita a quella delle persone incontrate ed amate, i successi e gli insuccessi professionali costituiscono tutto il filone narrativo del libro, che si presenta come un bilancio dell'operato dell'Autrice. In esso, la celebre neuro-scienziata mette in evidenza come il progresso scientifico ed intellettuale nascono dal momento in cui si riconoscono i propri errori: per capirli, studiarli, ammetterli senza pudore e magari risolverli. Appellarsi alla propria onestà ammettendo di aver sbagliato è un chiaro indice di maturità. L'imperfezione come tappa obbligata per giungere alla meta. L'imperfezione, così consona alla natura umana, merita perciò un elogio. Ampio spazio è dedicato alla scoperta del Nerve growth factor (NGF), agli studi che hanno consentito alla scienziata di ricevere il Premio Nobel per la Medicina e agli anni bui del regime nazista, mentre nelle ultime pagine del libro, l'autrice, scrive una specie di lettera a Primo Levi.
Dal racconto autobiografico è stato tratto, nel 2000, un documentario omonimo per la regia di Virgilio Tosi.

## Eredità ed ambiente
Il libro si apre con un'ampia citazione del pittore Giorgio De Chirico sulla città di Torino, la città "monarchica, fluviale e regolare", nella quale Rita Levi-Montalcini cresce e studia. Nasce in una famiglia ebraico-sefardita di cultura raffinata ma tradizionalista, dominata dalla figura di un padre (Adamo) tanto affettuoso quanto autoritario. La sua volontà esige dalle figlie (Rita, Paola e Anna) incondizionata obbedienza dovendo sottostare ad una rigida educazione vittoriana che non crei conflitti tra il loro ruolo di future mogli e madri e le esigenze di una possibile carriera professionale. Sebbene i rapporti con il padre risentano di una certa difficoltà di comunicazione, differentemente dalla sorella Paola Levi-Montalcini, la scienziata eredita da questi, il quale la chiamava affettuosamente "sensitiva", la dedizione al lavoro e la serietà, nonché una concezione prettamente laica della vita, che la porta fin dall'infanzia a dichiararsi pubblicamente "una libera pensatrice", suscitando grande stupore tra i suoi compagni, i quali mai avevano udito una simile espressione. La religione ebraica, con i suoi riti stantii e annuali ricorrenze liturgiche, non è vista di buon occhio dal padre, ritenendola un ostacolo alla libertà di pensiero e un pericoloso strumento di potere in mano al clero.

La difficoltà di essere donna la porta a scontrarsi con il padre circa la volontà di intraprendere gli studi alla Facoltà di Medicina. 
(Rita Levi-Montalcini – Elogio dell'imperfezione)
 scrive l'autrice. I tempi vittoriani relegano, infatti, le ambizioni di una donna esclusivamente al mondo familiare, e il destino di Rita Levi-Montalcini sembrava essere segnato. La determinazione le consentì di ribellarsi al dogmatismo e bigottismo sociale, infondendole il coraggio di ribellarsi al padre. Con l'aiuto del maestro Lobetti-Bodoni e insieme alla cugina Eugenia Sacerdote de Lustig, riuscì a colmare con studio e sacrifici le carenze nelle materie scientifiche e letterarie e a prepararsi eccellentemente per gli esami di ammissione alla facoltà della sessione autunnale. Entrambe superarono a pieni voti gli esami che permisero loro di accedere al "solenne anfiteatro dell'Istituto anatomico della facoltà di medicina "(Rita Levi-Montalcini – Elogio dell'imperfezione) dell'Università di Torino. La Levi-Montalcini si laureò a pieni voti sotto la guida dell′istologo Giuseppe Levi, convinto antifascista e coraggioso oppositore del regime di Mussolini, con gli amici e colleghi Salvador Luria e Renato Dulbecco, durante la sessione estiva del 1936. Lo spirito antisemita diffusosi tra la popolazione la convinse ad accettare la proposta di proseguire le ricerche di neurologia presso l'università di Bruxelles, offertale dal professore Laruelle: era l'inizio di un lungo viaggio che avrebbe portato la ricercatrice a viaggiare continuamente.
Nella biografia, l'autrice fa spesso cenno alle sorti dei suoi più cari colleghi, divenuti parte fondamentale della sua esistenza, tra i quali Renato Dulbecco, Rodolfo Amprino, Gigi Magri, Cornelio Fazio, Salvador Luria. Alla minuziosa descrizione degli esperimenti e delle ricerche condotte si intrecciano le vicende personali della donna, come la frequentazione di un ragazzo, Germano, che le aveva manifestato il desiderio di sposarla, progetto fallito a causa della promulgazione del decreto-legge del 17 novembre che vietava i matrimoni fra ebrei e membri della razza ariana. Dalle poche righe dedicate a tale giovane traspare il forte desiderio di indipendenza della Levi-Montalcini, restia a legami sentimentali e matrimoniali.

## L'esperienza della guerra e la permanenza negli Stati Uniti
Giudei sono gli omosessuali, quelli che non hanno mai sudato, mai lavorato, quelli che hanno sempre tradito la patria, quelli che han voluto le sanzioni.
Dunque vogliamo farla finita una buona volta? Non nei campi di concentramento, ma al muro con i lanciafiamme. Viva il Duce! Viva Hitler!
P.S. Faremo i conti anche con i complici degli Ebrei, i cosiddetti Giudei onorari»
(Rita Levi-Montalcini – Elogio dell'imperfezione)
Agli albori dell'annunciata e temuta seconda guerra mondiale, nemmeno giornali e riviste sino ad allora rimasti politicamente neutrali, come "la Stampa", mostrarono pietà per gli Ebrei e tutti coloro definiti semiti. Voci fioche di dissenso emergevano dalle pagine dei quotidiani, come quella dell'editore Ettore Ovazza, suscitando lo sdegno di chi era stato colpito dalle leggi di restrizione imposte da Mussolini, a seguito della vittoria in Etiopia. E mentre alcuni Ebrei affrontavano con distacco la campagna antisemita, il regime fascista colpiva tutti coloro sospettati di sovversione, come Mario Levi, fermato alla frontiera svizzera con una valigia colma di volantini che istigavano il popolo italiano contro il governo del Duce. Si ricorda, inoltre, il <<caso Matteotti>>, politico socialista e antifascista italiano.
(Rita Levi-Montalcini – Elogio dell'imperfezione)
 Il 14 luglio del 1938 uscì su tutti i quotidiani il manifesto firmato da dieci scienziati italiani, nel quale si dichiarava che gli ebrei non appartenevano alla "razza italiana"; tra questi spiccavano nomi noti: il fisiologo Sabato Visco e l'endocrinologo Nicola Pende.
Dopo aver portato a termine una ricerca in collaborazione con Fabio Visintini, che integrava le competenze di neurologia e neurofisiologia, nel marzo del 1939 la Levi-Montalcini si trasferì in Belgio, dove anche il professor Levi lavorava, presso l'Università di Liegi; fu in occasione di un viaggio di lavoro in Danimarca che la donna fu informata dello scoppio della guerra a seguito dell'invasione tedesca della Polonia. Furono la determinazione e il coraggio infusi dall'amico Rodolfo Amprino a far riemergere nella giovane ricercatrice il desiderio di portare avanti i suoi esperimenti, nel clima di terrore dei bombardamenti e delle spietate mitragliatrici delle SS. Nella sua piccola stanza, Rita Levi-Montalcini costruì un laboratorio dove approfondì gli studi relativi agli embrioni dei polli con la collaborazione di Levi.
Sebbene Mussolini si fosse dimesso, la guerra continuava incessante sotto la guida di Pietro Badoglio, mentre i Nazisti continuavano a colpire e trucidare ebrei, donne, bambini, zingari. Sembrava non ci fosse altra soluzione che partire. La Levi-Montalcini e la sua famiglia si trasferirono a Firenze, dove ella rincontrò Levi, e insieme poterono continuare le ricerche interrotte. Al termine della guerra, la Levi-Montalcini, rimpossessatasi della sua identità, tornò a Torino con i suoi, progettando di trasferirsi negli Stati Uniti, sotto invito di Viktor Hamburger, molto ammirato dalla scienziata.
Il 19 settembre del 1947 Rita Levi-Montalcini partì alla volta di Saint Louis. La permanenza, che lei aveva programmato sarebbe durata circa un semestre, si rivelò piacevolmente più lunga: trascorsero circa trent'anni dal ritorno nella sua Patria. Iniziò subito la collaborazione con Hamburger presso la Washington University. La ricerca portava con sé spesso delusione e scoraggiamento, ma Rita Levi-Montalcini, grazie ai consigli dell'amico Luria che la spronava a non demordere, raggiunse importanti traguardi riguardanti la scoperta dei processi evolutivi degli embrioni di pollo. Molti furono gli incontri della Levi-Montalcini, in particolar modo ricorda l'illustre James Dewey Watson e i noti scienziati Sonneborg e Muller. Era il 1950 quando la scienziata, ancora residente a Saint Louis, studiando gli effetti che provoca il sarcoma 180 innestato in prossimità dell'arto inferiore di un topo, ovvero accrescimento di fasci e gangli nervosi, diramazione di fibre simpatiche nella parte circostante al tumore, rilascio di fattori umorali che favorivano la differenziazione delle cellule nervose, apriva dinanzi a sé il portale di una nuova era per la ricerca, con quello che sarebbe passato alla storia come NGF, Nerve Growth Factor.
In un arco di tempo inferiore ad un anno, a ridosso tra il 1952 e il 1953, Rita Levi-Montalcini decise di stabilirsi provvisoriamente a Rio de Janeiro, dove ebbe il piacere di fare la conoscenza del direttore dell'Istituto di biofisica di Rio, Carlos Chagas. Vi arrivò il 14 settembre con lo scopo di approfondire i suoi studi di ricerca nel laboratorio lì stabilito, specializzato nella "coltura in vitro". A periodi di incontenibile entusiasmo, se ne alternavano tanti altri di grande delusione e sconforto. Quando fece ritorno a Saint Louis, iniziò la sua collaborazione con Stanley Cohen, allora giovane biochimico. Insieme, nel 1956, si accorsero che il NGF era contenuto non solo nelle ghiandole salivari di animali, quali i topi, ma anche nel veleno dei serpenti, e nel 1958 giunsero alla conclusione, avvalorata da osservazioni sperimentali, che la privazione di NGF nei suddetti organismi durante i primi stadi di esistenza provocava il progressivo assottigliarsi dei gangli nervosi.
L'anno successivo la Levi-Montalcini, terminata la collaborazione con Stanley Cohen, si avvalorò di quella del medico perugino Pietro Angeletti. Un ricordo particolare è riservato ad un suo collaboratore e amico, Fernand J., padre di famiglia morto prematuramente di depressione.

## Il ritorno in Italia
Il ritorno della scienziata nel suo Paese natìo è giustificato non solo dal progetto ambizioso di dar vita ad un'unità di ricerca in Italia, convenzionata con la Washington University, presso la quale avrebbe continuato a tenere il corso semestrale di neurobiologia, ma anche dal desiderio di riavvicinarsi alla sua famiglia. Infatti ella stessa scrive:
(Rita Levi-Montalcini – Elogio dell'imperfezione)
Nel 1963 Rita Levi- Montalcini decise di stabilire il centro di ricerca nella capitale italiana, Roma, e di comprare un'abitazione lì, con la speranza che un giorno la madre e la sorella si trasferissero con lei. Il 9 ottobre 1963, a seguito di una caduta che le aveva provocato la rottura del collo del femore, la madre della neuro-scienziata morì e la sorella Paola, artista affermata e allieva di Felice Casorati, si trasferì con lei a Roma.
Anche Levi si spense qualche anno dopo, nel 1965, a causa di un carcinoma che aveva colpito il piloro.
A Roma il progetto riscosse molto successo, sebbene la suddetta si trovò ad affrontare problematiche nuove, quali l'amministrazione dei fondi e l'ordine della corrispondenza, e ad usanze differenti da quelle degli Stati Uniti, come l'ossequio tributatole dagli inservienti e dai giovani laureati. Ben presto il CNR, Consiglio Nazionale delle Ricerche, fondato da Adriano Buzzati, gestito allora da Vincenzo Caglioti con il sostegno di Luigi Califano, presidente del Comitato per la biologia e la medicina, nel 1969, decise di trasformare il piccolo Centro di Neurobiologia in un organo ufficiale del CNR denominato LBC, Laboratorio di Biologia Cellulare sotto la direzione della stessa Levi-Montalcini, che incorporò oltre al reparto di neurobiologia altri tre reparti: Biologia Molecolare, Meccanismi di Espressione Genetica e Immunologia.
Le discrepanze fra il sistema di ricerca italiano e quello statunitense si palesarono ben presto, sebbene la ricerca sul NGF raggiunse l'apice del successo proprio nel continente straniero. La differenza sostanziale che la ricercatrice notò a quel tempo tra le due organizzazioni fu lo spirito di squadra che mancava nei laboratori italiani; d'altra parte i ricercatori italiani mostravano profonda passione per il proprio lavoro, accontentandosi di una esigua retribuzione.
Nel 1979 la Levi-Montalcini dovette cedere il posto di dirigente del LBC per una questione di anzianità; nonostante ciò, tutt'oggi, come lei stessa scrive, si delizia nel visitare i laboratori gremiti di ragazzi e ragazze volenterosi.

## Il messaggio per Primo Levi
È giusto tessere le lodi dell'uomo, fare un elogio della sua imperfezione alla luce della spietata offensiva nazista di cui egli è stato l'artefice, il fautore, il demiurgo? È proprio questo che spinge l'autrice a fare un'apostrofe al noto autore di "Se questo è un uomo", Primo Levi. Richiama i versi che Levi cita al suo compagno di cella, poche righe della Divina Commedia, nelle quali Ulisse parla del bisogno di conoscenza che spinge l'uomo a varcare, a superare i limiti che il suo stesso corpo gli impone:
(Dante Alighieri– Divina Commedia,canto XXVI dell'Inferno)
Inoltre l'autrice ribalta completamente il significato del termine "messaggio": nel lessico della scienziata, esso non è altro che l'insieme degli <"agenti chimici che trasmettono informazioni da cellule a cellule>".

## La scoperta del NGF
(Uno stralcio del comunicato stampa diramato dall'Istituto Karolinska di Stoccolma, all'annuncio dell'assegnazione del premio Nobel per la Medicina nel 1986)
Il NGF sconvolge uno dei dogmi scientifici dell'epoca, ovvero che le caratteristiche biologiche degli esseri viventi sono fissate nel corredo genetico e non c'è modo di modificarle. Nel 1948 il professor Viktor Hamburger le segnala una lettera del suo ex-allievo Elmer Bueker, dove racconta di una strana reazione di un embrione di pollo quando in esso veniva innestato un tessuto tumorale, il sarcoma 180. Essendo questo il suo naturale campo di ricerca sperimentale, la Levi-Montalcini ripete l'esperimento e si accorge che l'interpretazione data da Bueker è completamente sbagliata. C'era qualcosa di misterioso, una sostanza emessa dal tumore, che in qualche maniera faceva proliferare in modo eccezionale le cellule nervose degli embrioni. Nel 1953 accetta un'offerta di lavoro in Brasile, a Rio de Janeiro. Qui riprende l'esperimento sugli embrioni di pollo, questa volta su una coltura in vitro che consente di visionare meglio tutte le variabili, dimostrando come il sarcoma 180 produce gli stessi effetti in una coltura di tessuto nervoso rimossa dall'embrione. Nello stesso anno riesce, insieme a Stanley Cohen, ad isolare il fattore che determina questa crescita, la proteina oggi universalmente nota come NGF (Nerve Growth Factor, fattore di crescita nervoso), riuscendo a svelare la struttura primaria di questa molecola proteica. Sedici anni più tardi preparano un antisiero specifico che, se somministrato ad animali neonati, provoca la distruzione del sistema simpatico. Per questa scoperta fu loro assegnato il Premio Nobel per la medicina e la fisiologia nel 1986. Ed è così che Rita Levi-Montalcini descrive il cammino tortuoso affrontato negli anni della ricerca:
(Rita Levi-Montalcini – Elogio dell'imperfezione)

## Edizioni
- Rita Levi Montalcini, Elogio dell'imperfezione – Garzanti Editore, 1987 (1ª edizione) ISBN 88-11-59390-5.
- Rita Levi-Montalcini, Elogio dell'imperfezione – Garzanti Libri, 1999 (5ª edizione) ISBN 88-11-67471-9.
- Rita Levi-Montalcini, Elogio dell'imperfezione – Baldini Castoldi Dalai, 2010 (Prefazione di Luigi Luca Cavalli-Sforza) ISBN 978-88-6073-807-3.
- Rita Levi-Montalcini, Elogio dell'imperfezione – Baldini Castoldi Dalai, 2010 (Prefazione di Luigi Luca Cavalli-Sforza) ISBN 978-88-6073-556-0.
- (EN)  In Praise of Imperfection. My Life and Work, New York, Basic Books, 1988. ISBN non esistente
- (ES)  Elogio de la imperfección, Barcellona, Ediciones B, 1999. ISBN 978-84-8383-330-8
- (FR)  Éloge de l'imperfection (nouvelle édition), Éditions Odile Jacob, 1998. ISBN 978-2-7381-0568-4